# Huayuan (häradshuvudort i Kina, Hunan Sheng, lat 28,59, long 109,48)
Huayuan (kinesiska: 花垣, Hua-yüan-hsien, Hua-yüan-chen, 花垣县) är en häradshuvudort i Kina. Den ligger i provinsen Hunan, i den södra delen av landet, omkring 340 kilometer väster om provinshuvudstaden Changsha. Antalet invånare är 288 581. Befolkningen består av 139 795 kvinnor och 148 786 män. Barn under 15 år utgör 21,0 %, vuxna 15-64 år 69 %, och äldre över 65 år 9,0 %.
Runt Huayuan är det ganska tätbefolkat, med 139 invånare per kvadratkilometer. Huayuan är det största samhället i trakten. I omgivningarna runt Huayuan växer huvudsakligen savannskog.
Genomsnittlig årsnederbörd är 1 790 millimeter. Den regnigaste månaden är maj, med i genomsnitt 312 mm nederbörd, och den torraste är december, med 28 mm nederbörd.